# 穆塔茲·穆薩
穆塔兹·穆萨（阿拉伯语：معتز موسى；1967年—），是自2018年9月10日至2019年2月23日擔任苏丹总理的苏丹政治人物。在此任命之前，他曾担任苏丹的灌溉和电力部长。

## 苏丹总理
在前任政府解散后，他被该国总统奥马尔·巴希尔任命为巴克里·哈桑·萨利赫的继任者。由于最近面包、燃料和硬通货的短缺，导致巴克里政府解散。
2019年2月22日，總統巴希爾宣佈國家進入為期一年的緊急狀態，並解散聯邦政府。